# Chiesa di Sant'Ambrogio (Sant'Ambrogio di Valpolicella)
La chiesa di Sant'Ambrogio è la parrocchiale di Sant'Ambrogio di Valpolicella, in provincia e diocesi di Verona; fa parte del vicariato della Valpolicella.

## Storia
È probabile che a Sant'Ambrogio di Valpolicella sorgesse una cappella già nel XIII secolo; tale chiesetta era filiale della pieve di San Giorgio di Valpolicella.
Verso la fine del Medio Evo la popolazione il borgo di Sant'Ambrogio era cresciuta di molto, grazie anche alla stabilità e alla tranquillità garantite dalla Serenissima Repubblica di Venezia, e risultava ormai scomodo per i fedeli e per il pievano utilizzare l'antica chiesa di San Giorgio; così, nel 1456 la parrocchialità venne de facto trasferita preso al chiesa di Sant'Ambrogio.
Nel 1602 l'architetto Pietro Visetti fu incaricato di realizzare la nuova chiesa e nello stesso anno venne posta la prima pietra dell'erigenda parrocchiale; i lavori di costruzione terminarono nel 1605, come testimoniato anche dalla relazione della visita pastorale del vescovo Agostino Valier.

Tale chiesa era caratterizzata da tre altari, dei quali i laterali intitolati alla Vergine Maria e a San Nicolò Vescovo, e conteneva opere - oggi scomparse - di Felice Bertolaso, di Paolo ed Orazio Farinati, di Gioacchino Lancetta, di Bernardino India e di Girolamo Andreoli.
Nel 1782 la chiesa venne dotata di un nuovo altare maggiore e nel 1785 fu risistemato e trasformata in stile barocco grazie all'interessamento dell'allora parroco don Giuseppe Tosoni.

Nel 1925 l'edificio subì un importante intervento di restauro; in tale occasione fu pure ridipinto.
Nel 1964 vennero aggiunte la cappella di San Giuseppe e la sacrestia, mentre negli anni 1980 il tetto fu oggetto di un consolidamento.
Nel 2004 la chiesa venne colpita da una scossa di terremoto avente come epicentro il paese lombardo di Salò e nel 2006, per poter procedere alla ristrutturazione della chiesa, dovettero essere demolite la sacrestia e la cappella di San Giuseppe; al posto di quest'ultima venne realizzata una nuova cappella feriale.
Anche il sisma del 2012 interessò la chiesa: uno dei pinnacoli si frantumò cadendo al suolo e gli altri tre furono rimossi perché instabili.

## Descrizione

### Facciata
La facciata della chiesa guarda a sud-ovest ed è divisa in due registri, entrambi scanditi da paraste di ordine ionico. L'ordine inferiore presenta il portale in pietra, caratterizzato dall'iscrizione che ricorda il rifacimento del 1785, e, sopra di esso, si apre una nicchia ingentilita da piccole volute ospitante la statua il cui soggetto è Sant'Ambrogio Dottore della Chiesa; l'ordine superiore, invece, presenta una finestra caratterizzata da una mensola modanata. A coronare la facciata vi è il timpano, caratterizzato da quattro piccoli pinnacoli e da una croce di ferro sul colmo.

### Interno
L'interno della chiesa è ad un'unica navata sulla quale si affacciano quattro piccole cappellette laterali nelle quali sono inseriti altrettanti altari. Sul lato che guarda a settentrione si apre la sagrestia, mentre su quello che guarda a mezzogiorno la cappella feriale.
L'aula, che presenta la volte a botte scandita da costoloni aggettanti e da unghioni in corrispondenza delle finestrelle laterali, termina con il presbiterio rialzato di tre gradini, a sua volta chiuso dall'abside.